# Adel Hamada
Adel M.M. Hamada (ur. 25 lutego 2002) – egipski judoka. 
Startował w Pucharze Świata w 2023. Brązowy medalista igrzysk afrykańskich w 2023. Wicemistrz Afryki w 2023. Wygrał mistrzostwa Arabskie w 2023 roku.